# Andeca
Andeca o Audeca fue  rey de los suevos del año 584 al año 585.

## Biografía
Andeca representó el descontento de los nobles suevos con el sometimiento a los visigodos. Tras la muerte de su padre, el rey Miro en 583, el rey Eborico había llegado a un acuerdo de paz con Leovigildo en unas condiciones que la nobleza sueva no pudo aceptar.
En 584 se levantó Andeca contra el rey Eborico, destronándolo y obligándole a profesar la vida monástica y, tras casarse por la fuerza con su madre, se proclamó rey. El rey visigodo Leovigildo usó el conflicto dinástico como excusa para intervenir nuevamente en el reino suevo, en 585. De acuerdo con Juan de Biclaro, «Leovigildo devastó Galicia, privó al rey Audeca de su cargo, y se apoderó del territorio suevo, de su tesoro y de sus gentes. Convirtió a Galicia en una provincia de los godos». Juan continúa diciendo que «tonsuró a Audeca y le dignificó con el honor del sacerdocio, después de haber ostentado la realeza». El depuesto usurpador fue confinado en la ciudad de Bejár. Para Isidoro de Sevilla, esta deposición significó el fin del reino suevo, que había comenzado en 408.
Después de Audeca, el reino suevo dejó de existir, pero surgió un pretendiente, Malarico, que dirigió brevemente la oposición a los visigodos.